# Boony Lake
Boony Lake is een meer in de Canadese provincie Newfoundland en Labrador. Het 2,7 km² metende meer bevindt zich op het Great Northern Peninsula in het uiterste noorden van het eiland Newfoundland.

## Geografie
Boony Lake ligt in het afgelegen en dichtbeboste centrale gedeelte van het Great Northern Peninsula, op zo'n 2 km ten zuiden van provinciale route 432. Het meer heeft met een lengte van zo'n 4 km en een breedte van maximaal 1 km een uitgesproken langwerpige vorm. Het oostelijke kwart van het meer is via slechts een zeer smal gedeelte met de rest verbonden.
Het meer maakt deel uit van de loop van Beaver Brook. Deze rivier mondt in het westen in Boony Lake uit en verlaat het meer opnieuw langs de oostelijke zijde. Atlantische zalmen migreren via Beaver Brook en de ondergrondse zalmenpoel jaarlijks naar Boony Lake om aldaar te paaien.